# گلی‌سول

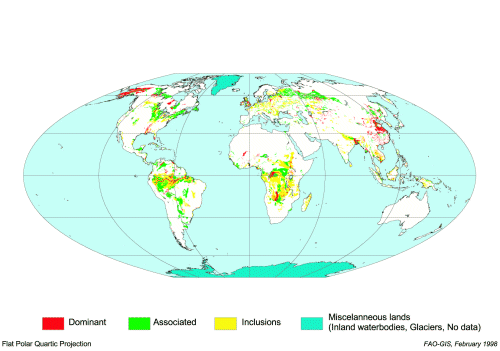
توزیع گلی‌سول‌ها

خاک گلی‌سول یا گلی، خاکی هیدریک است که اگر زهکشی نشود، به مدت کافی با آب‌های زیرزمینی اشباع می‌شود تا الگوی رنگی gleyic مشخصی ایجاد کند. این الگو اساساً از رنگ‌های مایل به قرمز، قهوه‌ای یا زرد در سطوح ذرات خاک و/یا در افق‌های بالایی خاک تشکیل شده است که با رنگ‌های مایل به خاکستری/آبی در داخل خاکدانه‌ها و/یا در اعماق خاک مخلوط شده‌اند. گلی‌سول‌ها همچنین به عنوان گلیزم‌ها، خاک‌های چمنزار، زیررده‌های آبی انتیسول‌ها، اینسپتیسول‌ها و مالیسول‌ها (طبقه‌بندی خاک USDA) یا به عنوان خاک‌های آب زیرزمینی و خاک‌های هیدرومورفیک شناخته می‌شوند.
اصطلاح گلی یا گلی (glei) از اوکراینی: глей، ت. «hlei» گرفته شده است و در سال ۱۹۰۵ توسط دانشمند اوکراینی، گئورگی ویسوتسکی، وارد اصطلاحات علمی شد.

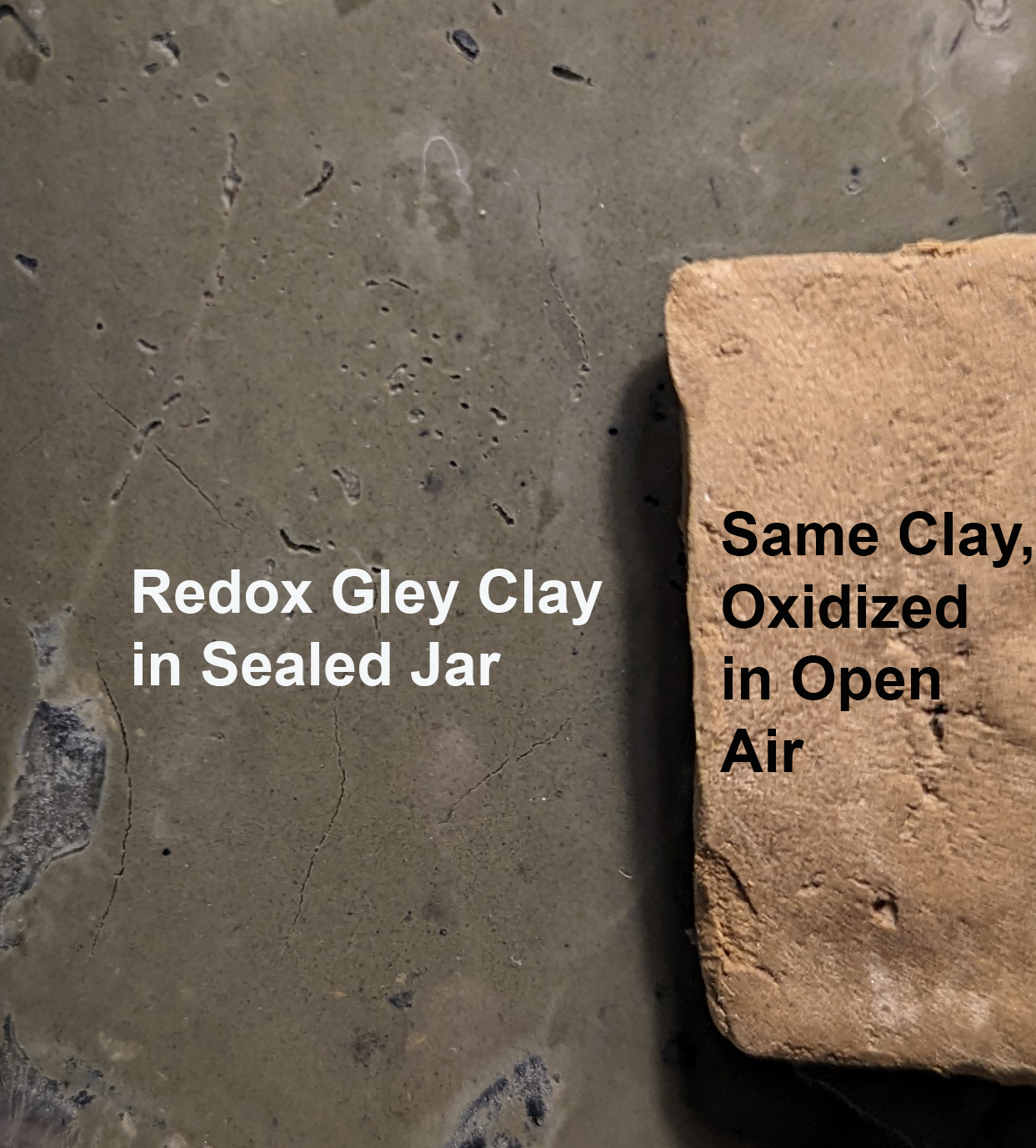
خاک رس سمت راست در معرض هوا قرار گرفته و به رنگ قرمز مایل به قرمز اکسید شده است. خاک رس سمت چپ یکسان است، اما به مدت دو هفته در یک ظرف شیشه‌ای در شرایط بی‌هوازی مهر و موم شده است که باعث اکسیداسیون-احیا و تغییر رنگ به گلی می‌شود.

گلی‌سول‌ها در طیف وسیعی از مواد غیر یکپارچه، عمدتاً رسوبات رودخانه‌ای، دریایی و دریاچه‌ای با سن پلیستوسن یا هولوسن، با کانی‌شناسی بازیک تا اسیدی یافت می‌شوند. آنها در مناطق فرورفته و موقعیت‌های پست چشم‌انداز با آب‌های زیرزمینی کم‌عمق یافت می‌شوند.
رطوبت، محدودیت اصلی در کشاورزی گلی‌سول‌های بکر است؛ اینها با پوشش گیاهی باتلاقی طبیعی پوشیده شده‌اند و بیکار می‌مانند یا برای چرای گسترده استفاده می‌شوند. کشاورزان از گلی‌سول‌های زهکشی‌شده مصنوعی برای کشت محصولات زراعی، دامداری و باغبانی استفاده می‌کنند. گلی‌سول‌ها در مناطق گرمسیری و نیمه‌گرمسیری به‌طور گسترده با برنج کاشته می‌شوند.
گلی‌سول‌ها مساحتی حدود ۷۲۰ میلیون هکتار را در سراسر جهان اشغال کرده‌اند. آنها خاک‌های آزونی هستند و تقریباً در همه اقلیم‌ها یافت می‌شوند. بیشترین وسعت گلی‌سول‌ها در شمال روسیه، سیبری، کانادا، آلاسکا، چین و بنگلادش است. تخمین زده می‌شود که حدود ۲۰۰ میلیون هکتار گلی‌سول در مناطق گرمسیری، عمدتاً در منطقه آمازون، آفریقای استوایی و باتلاق‌های ساحلی جنوب شرقی آسیا یافت می‌شود.

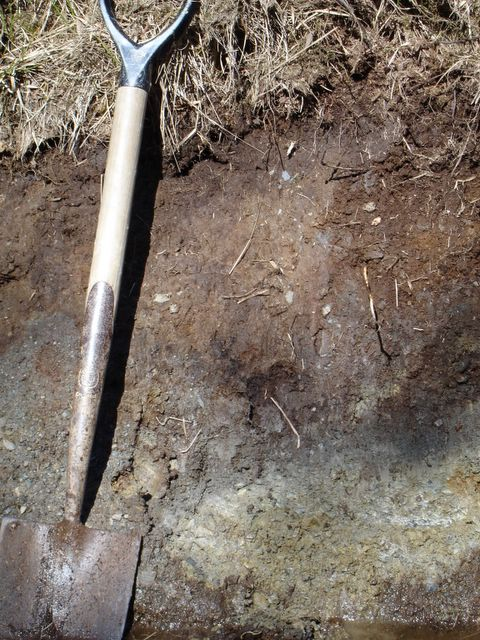
یک خاک گلی استاگنوهومیک در یک مزرعه جنگلی در مید-ولز، بریتانیا. خاک سطحی غنی از مواد آلی بر روی یک خاک زیرین لکه‌دار خاکستری و نارنجی قرار دارد که در خاک حاصلخیز یخچالی ("خاک رس تخته سنگی") توسعه یافته است.

آنها به دلیل شرایط تالابی فاقد اکسیژن، رنگ خاک سبز-آبی-خاکستری از خود نشان می‌دهند. در معرض نور، با اکسید شدن آهن موجود در خاک، رنگ‌ها به الگوی لکه‌داری از تکه‌های قرمز، زرد یا نارنجی تبدیل می‌شوند. در طول تشکیل خاک (گلینگ)، به دلیل رطوبت خاک در حالت اشباع، تأمین اکسیژن در پروفیل خاک محدود می‌شود. میکروارگانیسم‌های بی‌هوازی با استفاده از جایگزین‌هایی برای اکسیژن آزاد به عنوان پذیرنده الکترون برای پشتیبانی از تنفس سلولی، از تنفس سلولی پشتیبانی می‌کنند. در جایی که ارگانیسم‌های بی‌هوازی اکسید آهن را به اکسید آهن کاهش می‌دهند، ترکیبات معدنی کاهش‌یافته رنگ معمول خاک رس را تولید می‌کنند. زنگ سبز، یک هیدروکسید دوگانه لایه‌ای (LDH) از آهن (II) و آهن (III) است که می‌تواند به عنوان کانی فوژریت در خاک رس یافت شود.
خاک‌های گلی ممکن است چسبنده و کار با آنها دشوار باشد، به خصوص در مواردی که چسبندگی آنها ناشی از تجمع آب سطحی روی یک لایه با نفوذپذیری کم باشد. با این حال، برخی از خاک‌های گلیِ آب‌های زیرزمینی، افق‌های پایین‌تر نفوذپذیری دارند، از جمله، برای مثال، برخی از ماسه‌ها در گودال‌های درون سیستم‌های تپه‌های ماسه‌ای (که به عنوان اسلک شناخته می‌شوند) و در برخی از موقعیت‌های آبرفتی.
گلی‌سویل‌های آب زیرزمینی در جایی ایجاد می‌شوند که زهکشی ضعیف است زیرا سطح ایستابی (سطح آب آزاد) بالا است، در حالی که گلی‌سویل‌های آب سطحی زمانی رخ می‌دهند که بارش ورودی به سطح، آزادانه از طریق زمین زهکشی نشود. یک محیط کاهنده در لایه‌های اشباع وجود دارد که به دلیل وجود آهن دو ظرفیتی و مواد آلی، به رنگ آبی مایل به خاکستری یا قهوه‌ای مایل به خاکستری لکه‌دار می‌شوند. وجود لکه‌های قرمز یا نارنجی نشان دهنده اکسیداسیون مجدد موضعی نمک‌های آهن در ماتریس خاک است و اغلب با کانال‌های ریشه، لانه‌های حیوانات یا ترک خوردگی مواد خاک در طول دوره‌های خشکسالی مرتبط است.
در پایگاه مرجع جهانی منابع خاک (WRB), خاک‌هایی که فرآیندهای اکسایش-کاهش ناشی از آب‌های زیرزمینی صعودی دارند، به گروه خاک مرجع گلی‌سول‌ها تعلق دارند. خاک‌هایی که به دلیل آب راکد، فرآیندهای اکسایش-کاهش در آنها رخ می‌دهد ، استاگنوسول‌ها و پلانوسول‌ها هستند.